# Forêt de Ripaille
Pour les articles homonymes, voir Ripaille.
La forêt de Ripaille est un domaine forestier situé sur le territoire de la commune de Thonon-les-Bains (Haute-Savoie), dans le domaine de Ripaille. La forêt s'étend sur 53 hectares.

## Situation
La forêt de Ripaille est contiguë au Château de Ripaille, au nord-est de la ville de Thonon-les-Bains. Elle s'étend vers l'est jusqu'à la Dranse sur 53 hectares.
Elle comprend la réserve naturelle du delta de la Dranse, et l'arboretum de Ripaille encerclé d'un mur d'enceinte dépendant du château de Ripaille.
L’arboretum, créé en 1930, d’une superficie de 19 hectares est une forêt secondaire. Il présente 58 essences dont de nombreuses essences exotiques (dont le sapin de Douglas). Au centre de l’arboretum, la clairière de Ripaille abrite un monument des Justes parmi les Nations.

## Histoire
La forêt est un ancien domaine de chasse des Ducs de Savoie et est composée principalement de pins et de chênes rouvres. Elle abrite une faune composée de quelques spécimens de chevreuils, de rongeurs et une héronnière.

## Mémorial national des Justes
Le Mémorial des Justes est un monument érigé sur le territoire de la commune de Thonon-les-Bains, au bord du lac Léman, dans une clairière, à côté de la fôret, pour rendre hommage aux Français ayant secouru des Juifs pendant la Seconde Guerre mondiale.